# Sara Wagner York
Sara Wagner York (Rio de Janeiro, 1975) é uma pesquisadora, professora, jornalista e colunista brasileira. É mestre e doutoranda em Educação pela Universidade do Estado do Rio de Janeiro (UERJ), com ênfase em Estudos de Gênero, Sexualidade e Educação. 
Sara York se apresenta como pessoa com deficiência visual, pai, avó e Travesti da/na Educação, Educadora, Tradutora, especialista em gênero e sexualidade, jornalista e acadêmica, além de ativista pelos direitos da população LGBTQIA+ e pelo direito do uso do nome social e da readequação de gênero, não garantido pela decisão judicial de 2017.
York é uma das principais vozes da luta pelos direitos da população LGBTQIAP+ no Brasil. Sua atuação se concentra na defesa da educação inclusiva e democrática, da equidade de gênero e da despatologização das identidades trans.

## Biografia
York nasceu em 1975 no Rio de Janeiro. É mestra em Educação, uma conquista que reflete seu compromisso com a educação inclusiva e a igualdade. Sua jornada na defesa dos direitos trans começou na juventude, quando compreendeu a importância do ativismo e do voto como ferramentas de mudança social.
Sara York se apresenta como pai e avó, fazendo dessa alegação um ato político, sendo que foi pai aos 16 anos, quando ainda frequentava uma igreja evangélica que oferecia terapia para a "Cura gay", e foi avó aos 40, quando já se reconhecia com o pronome e o nome feminino que usa hoje.
Desde criança, Sara já se entendia como uma pessoa trans, e aos 15 anos, já se apresentando com o nome Sara, começou a frequentar uma igreja da Assembleias de Deus, e lá conheceu a mãe de seu filho. York encontrou dificuldades na conexão com seu filho, sendo expulsa da igreja que frequentava pelo pastor, e com a mãe afastando seu filho de seu convívio quando ele tinha apenas 5 anos, ao se casar com um missionário que o registrou em seu nome. O reencontro entre pai e filho só aconteceu em 2012, após uma foto publicada por Elza Soares com Sara ser publicada em uma rede social, após sara ter cortado o cabelo de Elza em Londres, aonde ela trabalhava como cabelereira. Depois de um ano de conversas por telefonemas, York resolveu retornar para o Brasil em 2013 e se reaproximar com seu filho.
York relata que logo após o retorno ao Brasil, começou a vivenciar inúmeros casos de transfobia, sendo vítima de comentários preconceituosos logo nos instantes após ter voltado ao país e ter reencontrado seu filho, com o qual mantém certo contato. Sara mantém uma boa relação com o neto, que é criado pelo avô materno, segundo ela, livre de preconceitos, e com liberdade para se expressar da forma que quiser.

## Carreira
York é pesquisadora do Grupo de Estudos em Gênero, Sexualidade e(m) Interseccionalidades na Educação e(m) Saúde (GENI) da UERJ. Suas pesquisas se concentram nas áreas de educação inclusiva e democrática; equidade de gênero; e despatologização das identidades trans.
York é também uma ativa militante pelos direitos da população LGBTQIAP+. É colunista do portal Brasil 247 e do site Catarinas.info. 

### Programa de Travesti
É considerada a primeira mulher trans ancora no jornalismo brasileiro, através de seu trabalho na TV Brasil 247.   Ela atua como âncora de um programa, com destaque para o "Programa de Travesti" na TV Brasil 247 e apresenta programas relacionados à visibilidade trans e à promoção de direitos LGBTQIA+. Por meio dessas plataformas, ela busca aumentar a conscientização e promover a igualdade de gênero e a conscientização sobre questões de gênero e direitos LGBTQIA+, entrevistando intelectuais, pesquisadores e ativistas ligados a causa LGBTQIA+.

### Educação
York é graduada em pedagogia pela UERJ, em letras português e em letras inglês pela UNESA, possuindo mestrado em educação também na UERJ, onde iniciou o doutorado na mesma área em 2021, sendo especialista em gênero e sexualidade pela mesma instituição. Foi voluntária na ONG Britânica Sahir House, do Reino Unido, atuando em ações de acolhimento de refugiados do Oriente Médio e da África no país.
York é uma ativista e pesquisadora de renome internacional, com palestras e atuações fora do Brasil, como a entrevista concedida por ela a estudantes da Universidade de Pittsburgh em setembro de 2023.

## Ativismo
Esteve sempre muito ligada à causa LGBTQIA+, e é amplamente reconhecida por seu trabalho na Associação Nacional de Travestis e Transexuais (ANTRA), uma organização de destaque na luta pelos direitos da comunidade trans no Brasil. Como ativista, ela tem contribuído significativamente para promover políticas públicas que abordem as necessidades específicas dessa comunidade.
No início de 2023, Sara Wagner York participou de importantes encontros com autoridades governamentais, como a Ministra da Igualdade Racial, Anielle Franco, a Secretária Nacional dos Direitos LGBTQIA+, Symmy Larrat, e o Ministro dos Direitos Humanos e da Cidadania, Silvio Almeida, dialogando sobre temas fundamentais para a comunidade LGBTQIA+ com os ministros recém empossados após o início do novo governo federal. York acredita na importância de políticas públicas voltadas para essa população e tem se esforçado para sensibilizar a sociedade sobre a necessidade de igualdade e inclusão.

## Prêmios e reconhecimentos
- Medalha ALUMNI da Universidade Estácio de Sá (2017)[13], pelas pesquisas desenvolvidas em transmigrações, movimentos LGBTI+ e Educação e formação para educação democrática, além de seu trabalho desenvolvido junto a comunidade.[14]
- Diploma de reconhecimento e gratidão em atividades durante a pandemia de COVID-19 da Câmara Municipal do Rio de Janeiro - RJ [15]
- Prêmio Chiquinha Gonzaga da Câmara Municipal do Rio de Janeiro - RJ (2022)[16]
- Prêmio Antonieta de Barros em relevância aos mês das mulheres pela Assembleia Legislativa do Estado do Rio de Janeiro (ALERJ-2023). [15]

## Ataques transfóbicos
Em 2023, York foi alvo de ataques transfóbicos, onde foi vítima de agressões por parte de servidores da segurança da prefeitura de São Pedro da Aldeia (RJ), após encontro realizado com o prefeito da cidade. Ao se direcionar ao local onde ocorreria os registros fotográficos, o secretário adjunto de turismo do município acionou os seguranças para que a retirassem do local, sob a falsa acusação da ausência de autorização para estar lá. 
Em resposta aos ataques, York recebeu uma onda de apoio da comunidade LGBTQIAP+ e de setores progressistas da sociedade brasileira.